# Ainhice-Mongelos
Ainhice-Mongelos település Franciaországban, Pyrénées-Atlantiques megyében. Lakosainak száma 167 fő (2022. január 1.). Ainhice-Mongelos Bustince-Iriberry, Gamarthe, Jaxu, Lacarre, Lantabat, Larceveau-Arros-Cibits és Suhescun községekkel határos.

## Népesség
A település népességének változása:
| Lakosok száma | 161  | 170  | 171  | 173  | 172  | 172  | 172  | 169  | 167  |
|               | 2013 | 2015 | 2016 | 2017 | 2018 | 2019 | 2020 | 2021 | 2022 |